# Kateřina Dubská
Kateřina Dubská (* 1. ledna 1965 Teplice) je česká spisovatelka a spoluzakladatelka vydavatelství Computer Press a ERA. V roce 2001 založila Nadační fond Verda, který již dvě desítky let podporuje romské učně a studenty.

## Život
Vystudovala Střední knihovnickou školu v Brně a Filozofickou fakultu Univerzity Palackého v Olomouci (obor andragogika a sociologie dospělých). Patřila k zakladatelům nakladatelství a vydavatelství Computer Press. Založila vydavatelství ERA, které se specializovalo na odbornou literaturu z oblasti architektury a stavitelství. Díky jejímu přispění vyšly publikace jako: Josip Plečnik, Nové městské prostory, Duch místa nebo Sídelní kaše. Iniciovala vznik časopisu ERA 21, který je uznávaným českým časopisem o architektuře. V roce 200] založila Nadační fond Verda, který byl prvním nadačním fondem s podobným zaměřením financovaným výhradně soukromými dárci v ČR. Za tento počin obdržela cenu Via Bona za odvážný projekt.
Byla jednou z iniciátorek vzniku občanské koalice Nádraží v centru a referenda o poloze brněnského hlavního nádraží. Spoluzaložila občanské sdružení Brno, věc veřejná, které především díky výstavám Brněnský chodec iniciovalo veřejnou debatu ke stavu kvality a vzhledu brněnských veřejných prostor. V letech 2006–2010 byla městskou zastupitelkou za Stranu zelených v Brně. 12 let působila jako vedoucí redakční rady místního zpravodaje Lískáček v Brně – Novém Lískovci. 
Dnes žije v Bílých Karpatech a věnuje se psaní knih. V březnu 2013 vyšel její první román Člověk Gabriel (Nakladatelství JOTA). V říjnu 2015 ve stejném vydavatelství vyšla její druhá kniha Dcery a v roce 2016 sbírka povídek Malé zázraky. Následně vydala humoristickou knihu Z kopce do kopce a v červnu 2021 vyšel její další román Hendrixova kytara, inspirovaný příběhem skutečné kytary Jimi Hendrixe a jejího současného majitele. V listopadu 2023 vyšla její šestá kniha s názvem Třicátý kilometr (Cosmopolis).
Ve sněmovních volbách v roce 2025 kandiduje ve Zlínském kraji z pozice členky Zelených na 10. místě kandidátní listiny Pirátů.